# Asian Film Awards
Gli Asian Film Awards sono dei premi cinematografici assegnati annualmente dal 2007 dalla Hong Kong International Film Festival Society per celebrare l'eccellenza della produzione cinematografica asiatica.
Il 29 gennaio 2007, Wilfred Wong, il presidente della Hong Kong International Film Festival Society, ha annunciato il lancio degli Asian Film Awards (AFA). La prima cerimonia di premiazione degli Asian Film Awards si è svolta il 20 marzo 2007 nella serata di apertura del 31º Festival Internazionale del Film di Hong Kong (HKIFF) presso il Centro Congressi ed Esposizioni di Hong Kong.

## Premi
I premi attualmente assegnati sono i seguenti:
- Miglior film
- Miglior regista
- Miglior attore
- Miglior attrice
- Miglior attore non protagonista (dal 2008)
- Miglior attrice non protagonista (dal 2009)
- Miglior rivelazione (dal 2009)
- Miglior sceneggiatore
- Miglior fotografia
- Miglior scenografia
- Miglior musica
- Miglior montaggio
- Migliori effetti visivi
- Miglior costumista (dal 2010)

A queste categorie si aggiungono annualmente diversi premi speciali o premi del pubblico.